# Élections locales écossaises de 2003 à Angus
Pour un article plus général, voir Élections locales écossaises de 2003.

Les élections locales écossaises de 2003 à Angus se sont tenues le 1er mai 2003.

## Composition du conseil
Majorité absolue : 15 sièges
| Parti               | Sièges  |
| ------------------- | ------- |
| SNP                 | 17 / 29 |
| Indépendant         | 6 / 29  |
| Libéraux-démocrates | 3 / 29  |
| Conservateur        | 2 / 29  |
| Travailliste        | 1 / 29  |